# Nyíregyháza Tigers 2008
Questa voce raccoglie le informazioni riguardanti i Nyíregyháza Tigers nelle competizioni ufficiali della stagione 2008.

## Divízió II 2008

### Stagione regolare
| 5 aprile 2008 3ª giornata | Nyíregyháza Tigers | 27 – 0 | Kaposvár Golden Fox |  |

| 13 aprile 2008 4ª giornata | Eger Heroes | 12 – 26 | Nyíregyháza Tigers |  |

| 1º maggio 2008 6ª giornata | Nyíregyháza Tigers | 56 – 6 | Újpest Bulldogs |  |

| 25 maggio 2008 9ª giornata | Dunaújváros Gorillaz | 20 – 53 | Nyíregyháza Tigers |  |

| 14 giugno 2008 12ª giornata | Nyíregyháza Tigers | 30 – 14 | Miskolc Steelers |  |

### Playoff
| Nagykálló 29 giugno 2008 Semifinale | Nyíregyháza Tigers | 21 – 0 | Pécs Gringos | Sporttelep |

| Balatonalmádi 5 luglio 2008 Pannon Bowl | Nyíregyháza Tigers | 36 – 20 | Zala Predators | (450 spett.) |

## Statistiche di squadra
| Competizione      | %Vittorie | In casa | In casa | In casa | In casa | In casa | In casa | In trasferta | In trasferta | In trasferta | In trasferta | In trasferta | In trasferta | Totale | Totale | Totale | Totale | Totale | Totale |
| Competizione      | %Vittorie | G       | V       | N       | P       | Pf      | Ps      | G            | V            | N            | P            | Pf           | Ps           | G      | V      | N      | P      | Pf     | Ps     |
| ----------------- | --------- | ------- | ------- | ------- | ------- | ------- | ------- | ------------ | ------------ | ------------ | ------------ | ------------ | ------------ | ------ | ------ | ------ | ------ | ------ | ------ |
| Stagione regolare | 1.000     | 3       | 3       | 0       | 0       | 113     | 20      | 2            | 2            | 0            | 0            | 79           | 32           | 5      | 5      | 0      | 0      | 192    | 52     |
| Playoff           | 1.000     | 2       | 2       | 0       | 0       | 57      | 20      | 0            | 0            | 0            | 0            | 0            | 0            | 2      | 2      | 0      | 0      | 57     | 20     |
| Totale            | 1.000     | 5       | 5       | 0       | 0       | 170     | 40      | 2            | 2            | 0            | 0            | 79           | 32           | 7      | 7      | 0      | 0      | 249    | 72     |